# 唐寧 (香港)
唐寧（英語：Leila Kong Lai-na，1981年12月5日—），本名江麗娜，香港前著名童星及女演員。

## 生平及簡介
唐寧於香港出生，祖籍福建廈門，父母是印尼華僑。1986年，5歲唐寧經朋友介紹而入行成為一名影視藝人女演員童星，她開始接拍廣告和電視劇，翌年被導演吳宇森相中，曾於《縱橫四海》中飾演幼年時的女主角紅豆（成年鍾楚紅飾），多年後她曾表示紅豆這個角色是她最廣為人知的角色之一，而《縱橫四海》也是她童星時期的經典作品之一。1992年於無綫電視（TVB）重頭劇《大時代》飾演童年時的方芳（吳詠紅飾）更是永恆的經典。她兒時居於香港大埔富善邨，曾就讀港九街坊婦女會孫方中小學、仁濟醫院林百欣中學（中三）、佛教慧遠中學（中五）及香港正形設計學校。
她曾於無綫電視及亞洲電視拍攝多齣電視劇，亦拍攝多個廣告和電影。結束了告別童星時代後，2000年唐寧以部頭合約藝人自由身個人身份形式簽約無綫電視（TVB），由此開展了在TVB的演藝圈事業，曾經連續五年入圍無綫電視的《萬千星輝頒獎典禮》「飛躍進步女藝員」。當中，《戀愛自由式》的游穎和《大唐雙龍傳》的師妃暄，是她的代表作。另外《戇夫成龍》、《阿旺新傳》、《十兄弟》、《亂世佳人》、《師奶兵團》、《幕後大老爺》、《施公奇案II》、《盛世仁傑》等都是受注目的演出作品。
2012年唐寧加入王維基旗下的香港媒體製作，並參演香港電視網絡之重頭劇《警界線》，飾演丁小海，終首次擔正劇集第一女主角，獲得網民注目。2015年在網民票選的虛擬頒獎禮《第一屆高登艾美獎》中，唐寧憑此劇以第一女主角性質奪得「最佳女配角」。
2017年6月，無綫電視於翡翠台播放十年前只曾於收費頻道播放的倉底劇集《蘭花劫》，唐寧為要角之一並特地參與拍攝宣傳片。
2017年，唐寧肩負國際培幼會大使任命，聚焦「愛．女孩」主題，不辭勞苦造訪越南山區，到世界各地探訪，正視童婚問題，表示印尼和越南的教育資源好缺乏，小女孩普遍不用讀書，有得嫁就嫁，婚後沒有夢想可言，甚至14歲已當媽媽，試想發育都未完成，不止生理，心理也受到傷害。
2020年，唐寧接受ViuTV的邀請拍攝劇集《歎息橋》，飾演年輕版梁淑媛一角。
2022年，唐寧前往紐西蘭留學，並在其Youtube頻道上載影片，分享有關當地生活的趣事。

## 個人生活
2010年9月11日凌晨，唐寧於其微博宣布婚訊。丈夫是舞台劇導演兼演員鄧偉傑，較她年長13歲，有「舞台劇才子」之稱，這是由於10年前二人合作舞台劇結下情緣，拍拖3年後男方在舞台上公開向唐寧求婚，令女方感動答應下嫁。
2011年產下一子，2015年再產下一女。
2017年6月8日，傳出唐寧與丈夫離婚的消息，消息由經理人於社交媒體發佈，寫道：「當我知道Leila（唐寧）的婚姻及家庭生活起了變化，並於去年已開始分居，今年決定正式辦理離婚，結束婚姻關係時，我雖然感覺有點惋惜，但明白生活仍是要繼續往前走，要勇敢積極面對！至於一對子女，雖然日後會跟隨母親生活，但雙方亦承諾共同撫養。故希望各界朋友給予他們空間及支持，讓他們妥善地把事情處理好，盡快回復正常生活。送上我的祝福！」。

## 演出作品

### 電視劇（香港）
| 首播        | 頻道         | 劇集                          | 角色                                                                                      | 備註 |
| 1990-1993年 | 香港電台     | 柏林週記                      | 鄭詩慧（柏林家姐）                                                                        | |
| 1991年      | 亞洲電視     | 香港奇案（單元劇）            |                                                                                           | |
| 1991年      | 亞洲電視     | 暴雨燃燒                      | 袁冬兒 （童年）                                                                           | |
| 1992年      | 亞洲電視     | 本是同根（又名《還我今生》）  | 雯 雯 （童年）                                                                            | |
| 1992年      | 亞洲電視     | 一千靈異夜（單元劇）          |                                                                                           | |
| 1992年      | 無綫電視     | 破繭邊緣                      | 周 蜜（童年）                                                                             | |
| 1992年      | 無綫電視     | 大時代                        | 方 芳（童年）                                                                             | |
| 1993年      | 無綫電視     | 馬場大亨                      | 鍾愛玲（童年）                                                                            | |
| 1993年      | 無綫電視     | 新香港奇案 (八仙飯店滅門慘案) | 子 敏                                                                                     | |
| 1994年      | 無綫電視     | 笑看風雲                      | 潘朗清、包文龍的同學（童年）                                                              | |
| 1995年      | 無綫電視     | 男人四十一頭家                | 楊詠思                                                                                    | |
| 1995年      | 無綫電視     | 包青天之梨花劫                | 賀翩翩（童年）                                                                            | |
| 1995年      | 無綫電視     | 包青天之弑父奇案              | 雲曉丹（童年）                                                                            | |
| 1995年      | 無綫電視     | 新同居關係                    | Apple                                                                                     | |
| 1996年      | 無綫電視     | 笑傲江湖                      | 曲飛煙                                                                                    | |
| 1999年      | 亞洲電視     | 肥貓正傳II                    | 張佩欣 （Yuki）                                                                           | |
| 2000年      | 香港電台     | 談談情．說說愛                | 徐婷婷                                                                                    | |
| 2002年      | 無綫電視     | 法網伊人                      | 糖果店售貨員                                                                              | |
| 2002年      | 無綫電視     | 騎呢大狀                      | 葉小桃                                                                                    | |
| 2002年      | 無綫電視     | 無考不成冤家                  | 高嘉莉（青年）                                                                            | |
| 2002年      | 無綫電視     | 烈火雄心II                    | 陳小蘭/康 蘭/關穎恩                                                                       | |
| 2002年      | 無綫電視     | 流金歲月                      | 洪力生之妻                                                                                | |
| 2002年      | 無綫電視     | 談判專家                      | 葉可愛                                                                                    | |
| 2002年      | 無綫電視     | 駁命老公追老婆                | 劉褔梅（Bobo）                                                                            | |
| 2002年      | 無綫電視     | 點指賊賊賊捉賊                | 劉飛鳳（Mary）                                                                            | |
| 2002年      | 無綫電視     | 戇夫成龍                      | 凌彩蝶                                                                                    | 第二女主角，入圍《2003年度萬千星輝賀台慶》本年度我最喜愛的飛躍進步女藝員 |
| 2003年      | 無綫電視     | 智勇新警界                    | 陸麗娟                                                                                    | |
| 2003年      | 無綫電視     | 繾綣仙凡間                    | 宋紫衣                                                                                    | |
| 2003年      | 無綫電視     | 戀愛自由式                    | 游 穎（Rain）                                                                             | 兩大女主角之一，入圍《2003年度萬千星輝賀台慶》本年度我最喜愛的飛躍進步女藝員 入圍《2003年度萬千星輝賀台慶》本年度我最喜愛的女主角                                            |
| 2003年      | 無綫電視     | 英雄·刀·少年                  | 小順子                                                                                    | |
| 2004年      | 無綫電視     | 大唐雙龍傳                    | 師妃暄                                                                                    | 兩大女主角之一，入圍《2004年度萬千星輝賀台慶》本年度我最喜愛的飛躍進步女藝員 入圍《2004年度萬千星輝賀台慶》本年度我最喜愛的女主角                                            |
| 2004年      | 無綫電視     | 廉政行動2004之短樁            | Mary                                                                                      | |
| 2004年      | 無綫電視     | 天涯俠醫                      | 夏曉晴                                                                                    | 兩大女主角之一，入圍《2005年度萬千星輝賀台慶》飛躍進步女藝員（最後五強） 入圍《2005年度萬千星輝賀台慶》最佳女主角                                                            |
| 2005年      | 無綫電視     | 阿旺新傳                      | 安 琪 (Angel)                                                                             | 第二女主角，入圍《2005年度萬千星輝賀台慶》飛躍進步女藝員（最後十強） |
| 2005年      | 無綫電視     | 牛郎織女                      | 布喜兒（喜鵲）                                                                            | |
| 2006年      | 無綫電視     | 潮爆大狀                      | 蔣思庭（Stephanie）                                                                       | 兩大女主角之一，入圍《2006年萬千星輝頒獎典禮》飛躍進步女藝員（最後五強） |
| 2007年      | 無綫電視     | 十兄弟                        | 洪小蘭                                                                                    | 第二女主角，入圍《2007年萬千星輝頒獎典禮》飛躍進步女藝員（最後十強） |
| 2007年      | 無綫電視     | 亂世佳人                      | 鄭月鳳                                                                                    | 兩大女主角之一，入圍《2007年萬千星輝頒獎典禮》飛躍進步女藝員（最後十強） |
| 2007年      | 無綫電視     | 師奶兵團                      | 舒小曼                                                                                    | 第四女主角，入圍《2007年萬千星輝頒獎典禮》飛躍進步女藝員（最後十強） 入圍《2007年萬千星輝頒獎典禮》最佳女配角（最後五強） 入圍《2007年萬千星輝頒獎典禮》我最喜愛的電視女角色 |
| 2007年      | 無綫電視     | 蘭花刼                        | 蘇 菲（楊采琳）                                                                           | 三大女主角之一，海外首播，2017年翡翠台首播 |
| 2009年      | 無綫電視     | 幕後大老爺                    | 莊小嫻（小嫻姑娘）                                                                        | 第二女主角 |
| 2009年      | 香港電台     | 有房出租                      | Doris （多多）                                                                            | 第一女主角 |
| 2010年      | 無綫電視     | 施公奇案II                    | 陸小蝶/陸小鳳/丁美人（六奶奶）                                                            | 第二女主角 |
| 2010年      | 香港電台     | 愛回家                        | Erica                                                                                     | |
| 2010年      | 香港電台     | 有房出租 2010                 | Doris （多多）                                                                            | 第一女主角 |
| 2011年      | 香港電台     | 廉政行動2011                  | 文嘉琪                                                                                    | |
| 2012年      | 香港電台     | 警訊 之《亂·愛》              | 警員Maggie                                                                                | |
| 2012年      | 香港電台     | 火速救兵II 之《急救先鋒》     | 阿 玲                                                                                     | |
| 2012年      | 無綫電視     | 盛世仁傑                      | 上官婉兒（上官學士）                                                                      | 第三女主角，2009年於海外首播 |
| 2014年      | 香港電視網絡 | 警界線                        | 丁小海（小海）                                                                            | 第一女主角 |
| 2015年      | 香港電視網絡 | 大眾情性                      | 唐 寧                                                                                     | 客串 |
| 2015年      | 香港電視網絡 | 驚異世紀                      | 方曉青（Michelle）/周心怡/謝詠兒/潘翠炎/孫慧敏/方婉君（Ivy）/方綽鈴（Ling）/張靜純/張慧欣 | 兩大女主角之一 |
| 2015年      | 香港電視網絡 | 歲月樓情                      | 郭青文（Shirley）/楊嘉莉（Kelly）                                                         | 第一女主角 |
| 2020年      | ViuTV        | 歎息橋                        | 梁淑媛 (青年)                                                                             | |

### 電視劇（其他）
| 年份   | 劇集                          | 角色   |
| 1993年 | CYC家族                       |        |
| 1996年 | 香江歲月                      |        |
| 2000年 | 球愛情緣                      | 程曉彤 |
| 2005年 | 聊齋之小謝與秋容 （中國大陸） | 小 謝  |
| 2008年 | 最後的格格 （中國大陸）       | 李開心 |

### 電影
| 年份   | 劇集                   | 角色               |
| 1991年 | 縱橫四海               | 紅 豆 （童年）     |
| 1991年 | Beyond日記之莫欺少年窮 | 麗 娜              |
| 1993年 | 城市獵人               | 惠 香 （童年）     |
| 1993年 | 白髮魔女傳             | 卓一航 （童年）    |
| 1993年 | 情人知己               | 林大志兒甥女       |
| 1995年 | 香江花月夜             | 梁靜兒 （青年）    |
| 1996年 | 四個32A和一個香蕉少年  | Minnie （青年）    |
| 1997年 | 算死草                 | 丫 鬟              |
| 1997年 | 愛你愛到殺死你         | 歌 迷              |
| 1999年 | 水著、靑春、救生       | Gina               |
| 1999年 | 愛滋心                 | 阿 珊              |
| 1999年 | 網上怪談               | Leila              |
| 1999年 | 生命揸fit人            | Kitty              |
| 2000年 | 以眼還眼 (電影)        | 若 珊              |
| 2001年 | 極度智能               | Alice              |
| 2001年 | 致命密函               | 櫻 子              |
| 2002年 | 飄忽男女               | 情 婦              |
| 2002年 | 絶密檔案之人間蒸發     | Helen              |
| 2004年 | 一屋兩火               | 司徒真一表妹       |
| 2004年 | 斗室96小時             | 駱有男             |
| 2004年 | 夏之春                 | Leila              |
| 2004年 | 誓不低頭               | 小 蝶              |
| 2006年 | 獨家試愛               | 阿 蚊              |
| 2007年 | 一樓一鬼               | 阿 芝              |
| 2007年 | 鬼計                   | 傅穎思             |
| 2008年 | 我的最愛               | 阿 蚊              |
| 2009年 | 短暫的生命             | 李碧琪             |
| 2010年 | 葉問前傳               | 張永成（粵語配音） |
| 2011年 | 大藍湖                 | 張麗儀             |
| 2015年 | 紀念日                 | 阿 蚊              |
| 2016年 | 寒戰II                 | 鄧林美蘭           |
| 2017年 | 明月幾時有             | 方蘭表姐           |
| 2019年 | 非分熟女               | 三姑女兒           |
| 2019年 | 幸福島味道             | 周曉麗             |

### 舞台劇
| 年份   | 劇集               |
| 2007年 | 爆谷殺人狂         |
| 2008年 | 大顛世界           |
| 2009年 | 爆谷殺人狂（重演） |
| 2010年 | 秒速18米（重演）   |
| 2011年 | 辛辣人妻           |

### 參與節目

#### 有線電視
- 2013年：掃毒大家庭、最佳女煮角

#### 亞洲電視
- 2010年：生活加油站

#### 無綫電視
- 2006年4月27日：九巴十八區好人好事好乘客 飾 黎思敏
- 2007年11月22日：香港癌症基金會二十周年特約－與愛同行 飾 美儀
- 2007年11月24日：職安健知多D

#### ViuTV
- 2018年9月：最熟悉的陌生人

## 音樂作品（歌曲）
- 《小乙》（國語）
- 《玻璃心》（國語）
- 《無糖假期》（粵語）
- 《大節日》（與EO2、高皓正、范萱蔚、鄧穎芝、賈曉晨、裕美合唱，粵語）
- 《邀月唱》（首張個人大碟，2007年12月，國語）

曲目
1. 邀月唱
2. 1234567
3. 愛情物語
4. 愛若是個圓
5. 不走尋常路
6. 那麼重要
7. 傷心代碼
8. 遠方的人
9. 說聲GOODBYE

- 《咫尺之間》（與梁俊軒合唱，粵語）
- 《一天》(與周俊偉合唱，粵語）

## MV
| 年份   | 歌手          | MV                 |
| ------ | ------------- | ------------------ |
| 1996年 | 古巨基        | Santa Claus        |
| 2001年 | 許志安        | 單手擁抱           |
| 2002年 | 陳慧珊        | 愛得起             |
|        | 蕭正楠        | 接受我             |
| 2003年 | 王杰          | 安妮               |
|        | 王杰、謝霆鋒  | 我愛的你愛的小角色 |
| 2013年 | YELLOW!       | 星火               |
| 2016年 | Supper Moment | 啱數               |
| 2019年 | 王若琪        | 重圓               |

## 著作
- 《我的寵物窩 My Sweet Pets》唐寧、梁慧嘉、吳銘鋒著，知出版有限公司，ISBN 988-98302-9-9

## 獎項
- 第一屆高登艾美獎﹕最佳女主角（《警界線》 - 丁小海）

## 外部連結
- 唐寧的Facebook專頁
- 唐寧的Instagram帳戶
- YouTube上的唐寧頻道
- 唐寧的新浪博客
- 唐寧的新浪微博
- 唐寧在香港影庫上的簡介